# Loxstedt (stacja kolejowa)
Stacja kolejowa Loxstedt (niem. Bahnhof Loxstedt) – stacja kolejowa położona w mieście Loxstedt, w Dolnej Saksonii, na linii z Bremy do Cuxhaven. Posiada 2 perony.